# Nils Utsi
Nils Reidar Utsi, född 22 juli 1943 i Tana kommun, död 1 januari 2019 var en norrman, same, skådespelare, dramatiker och teaterchef från Tana i Finnmarken.

## Liv och arbete

### Utbildning
Efter gymnasiet i Finnmark studerade Nils Utsi skådespeleri vid Statens teaterhøgskole i Oslo, där han kom in 1964 som första samiska elev.

### Karriär
Efter skolan anställdes han på Den Nationale Scene i Bergen, där han var i tre år från 1968 till 1971. Han var sedan med och startade Hålogaland Teater hösten 1971. Detta var Nordnorges första professionella teater och Norges första regionala teater. Utsi var en av de konstnärliga drivkrafterna på teatern och medverkade i alla uppsättningar de första åren. Det var ofta produktioner baserade på regional kultur och politik, inklusive historien om arbetarrörelsen i Nordnorge.
Utsi besökte senare Hålogaland Teater (HT) vid invigningen av kulturhuset i Tromsø 1983 med "Petter Dass", där han hade huvudrollen, och återigen vid HT:s 25-årsjubileum 1996, där han hade huvudrollen i "Brevbäraren från Arles." Även vid invigningen av HT:s nya teaterhus (2005) hade Utsi en roll i "Benoni och Rosa".
Nils Utsi blev känd i stora delar av Norge genom rollen som pappa till samepojken Ante i barn-tv-serien med samma namn. Serien sändes i NRK för första gången 1976 och 1977 och Utsi var personlig instruktör för de samiska skådespelarna. I den första samiska långfilmen Ofelaš/Trollkarlen (1987), regisserad av Nils Gaup, hade han en central roll. Filmen nominerades till en Oscar. I nästa, Bázo från 2003, hade han också en roll. Nils Utsi spelade även i Gaups långfilm Kautokeino-opprøret   från 2008. 2009 spelade han i filmen Jernanger (regi: Pål Jackman). Han medverkade i ett stort antal kortfilmer, bland annat i samarbete med Nordlands konst- och filmskola.
1997 hade Nils Utsi huvudrollen i Ludvig Holbergs Jeppe på Berget (Jeagge Jussa) i en samisk version producerad av Beaivvás Sámi Teáhter i Kautokeino. 2004 var han regissör för pjäsen Stenar i fickorna på denna teater. 2012 hade han en central roll i ungdomsserien Hjerterått (regissör: Nils Gaup) på NRK. 2014 var han på Riksteatern i Stockholm i När vinterns stjärnor lyser här.
Under Alta-konflikten avlägsnades Utsi från Stilla i Alta kommun  tre gånger och var den första av flera personer som ställdes inför rätta för demonstrationen.

## Teaterpjäser (urval)

### Vid Den Nationale Scene (Bergen) (ett urval)
- 1968: Lille Malcolm og hans kamp mot evnukkene
- 1969: Nederlaget av Nordahl Grieg
- 1969: I väntan på Godot av Samuel Beckett
- 1970: Peer Gynt av Henrik Ibsen

### Ved Hålogaland Teater (ett urval)
- 1971: Tolvskillingsoperan av Bertolt Brecht
- 1971: Gutten og gullfuglen av Nils Utsi, Sigmund Sæverud, Tone Danielsen
- 1973: Det er her æ høre tel av Klaus Hagerup
- 1975: Vor ret vi tar av Klaus Hagerup och Dag Skogheim
- 1975: Peer Gynt av Henrik Ibsen
- 1978: Den kaukasiska kritcirkeln av Bertolt Brecht
- 1984: Petter Dass av Lars Berg
- 1997: Brevbäraren från Arles av Ernst Bruun Olsen
- 2005: Benoni och Rosa av Knut Hamsun
- 2011: En folkefiende av Henrik Ibsen

### Vid Beaivváš Sámi Našunálateáhter (ett urval)
- 1997: Jeagge Jussá (Jeppe på Bjerget) av Ludvig Holberg
- 2000: Eatni váibmu vardá (En mors hjärta blöder) av Nils Utsi
- 2004: Regi på Lummaid dievva geađggit (Sten i fickan)

### Vid Ice Globe Theater
- 2004: Hamlet

## Filmroller
- 1974: Under en steinhimmel
- 1975: Ante – också personregi
- 1980: La elva leve!
- 1980: Svart hav – också manus
- 1983: Jon (film)
- 1986: Nattseilere
- 1987: Vägvisaren (Ofelaš)
- 1992: Den femtonde hövdingen
- 2003: Bázo
- 2008: Kautokeino-opprøret
- 2009: Jernanger
- 2009: Polmak i Tana
- 2010: Robert Mitchum est mort
- 2011: Dunderland
- 2011: Skumringslandet
- 2012: Hjerterått
- 2013: Bonki
- 2017: Den 12. mann
- 2019: Askeladden – i Soria Moria slott